# Feldherrnhalle

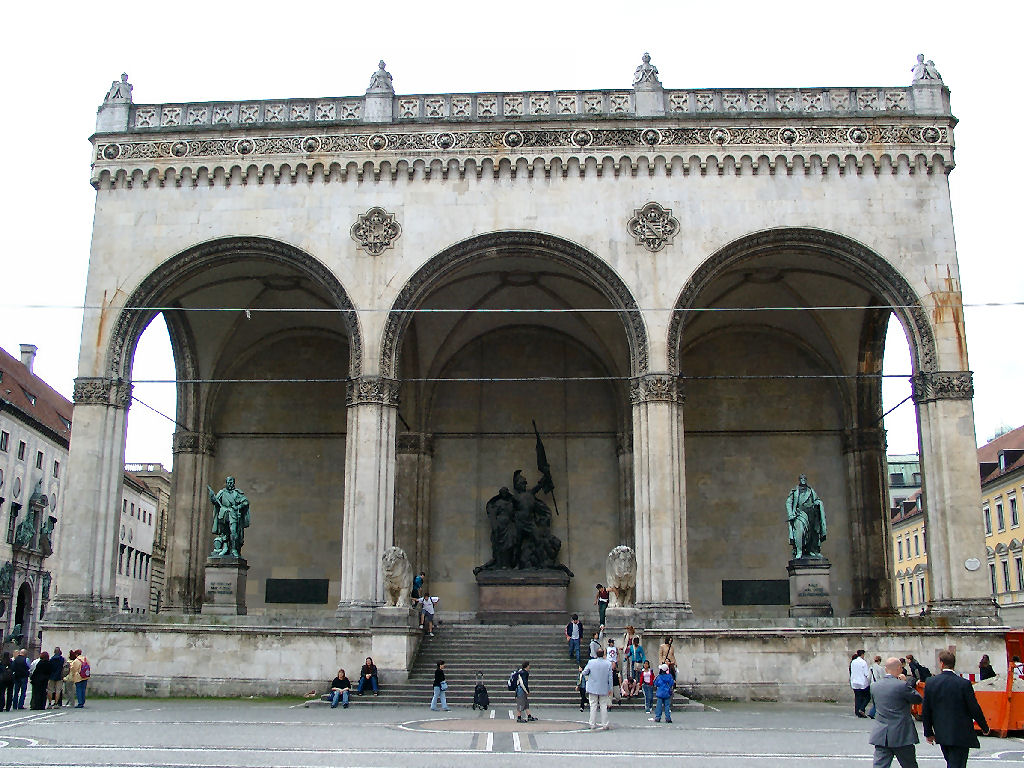
La Feldherrnhalle

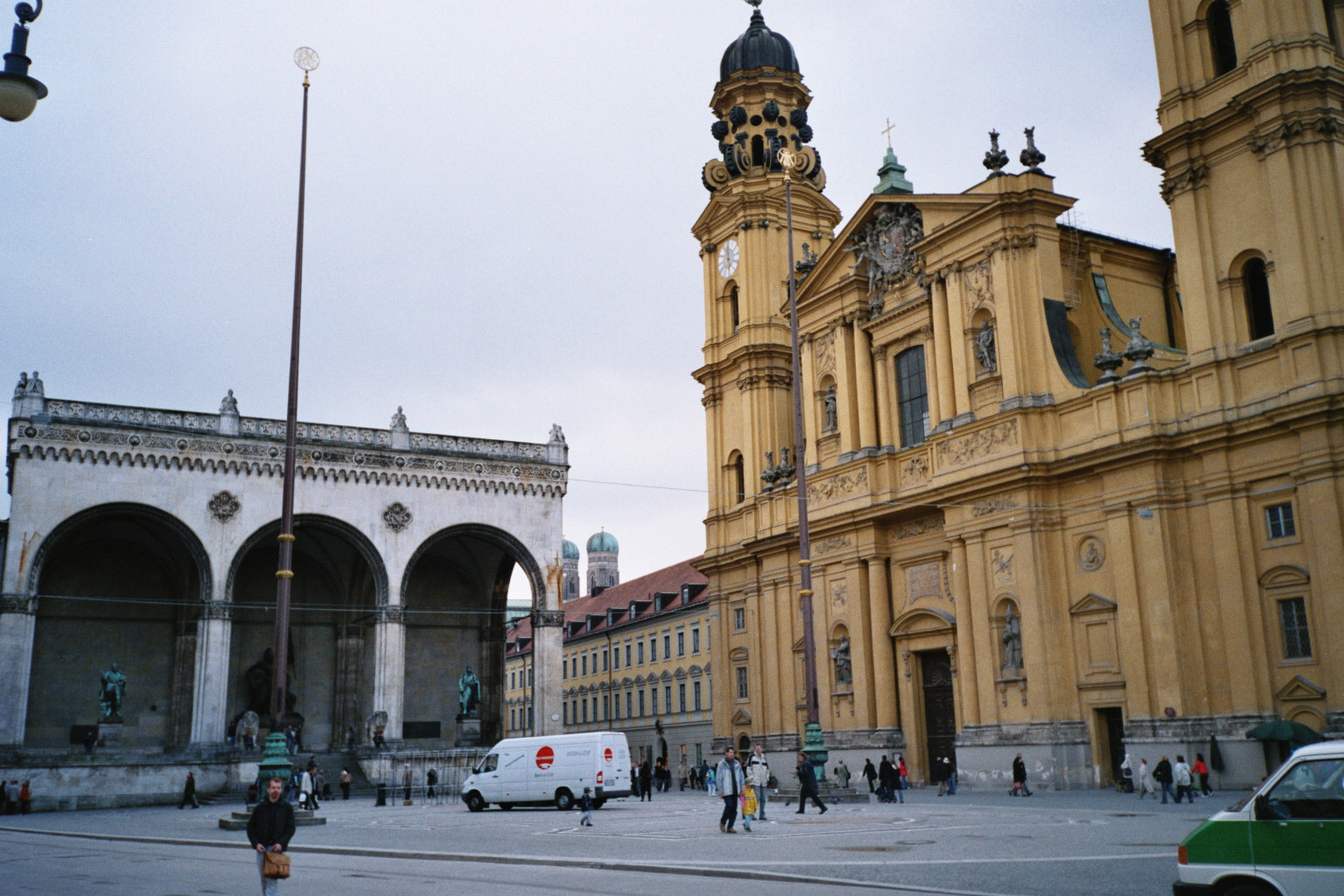
La Feldherrnhalle et l'église des Théatins (à dr.)

La Feldherrnhalle est une loggia située à Munich sur l'Odeonsplatz (place de l'Odéon en allemand).

## Localisation
La Feldherrnhalle délimite l'extrémité sud de l'Odeonsplatz (zone piétonne) et fait face au nord. Derrière elle lui est adossé le Palais Preysing.

## Histoire
La Feldherrnhalle a été construite de 1841 à 1844 par Friedrich von Gärtner sur l'ordre du roi Louis Ier de Bavière sur le modèle de la Loggia dei Lanzi de Florence. Son but était de marquer le commencement de l'avenue Ludwigstrasse qui devait apporter un certain calme dans la grande quantité de rues et d'axes routiers. Parallèlement, elle devait créer une transition harmonieuse entre la vieille ville et la nouvelle avenue de parade. L'emplacement choisi fut une ancienne auberge appelée Bauerngirgl, la dernière maison avant la porte de Schwabing (Schwabinger Tor).

## Conception et symbole
La Feldherrnhalle a été érigée en l'honneur de l'armée de Bavière à 1 km au sud de l'Arc de triomphe (Siegestor). La splendeur et la misère de l'histoire militaire bavaroise est symbolisée ici par des statues de bronze en pied du comte de Tilly et du prince Wrede réalisées avec le métal de canons fondus.
La porte de Schwabing fut rasée et la Feldherrnhalle servit de « point de vue ».

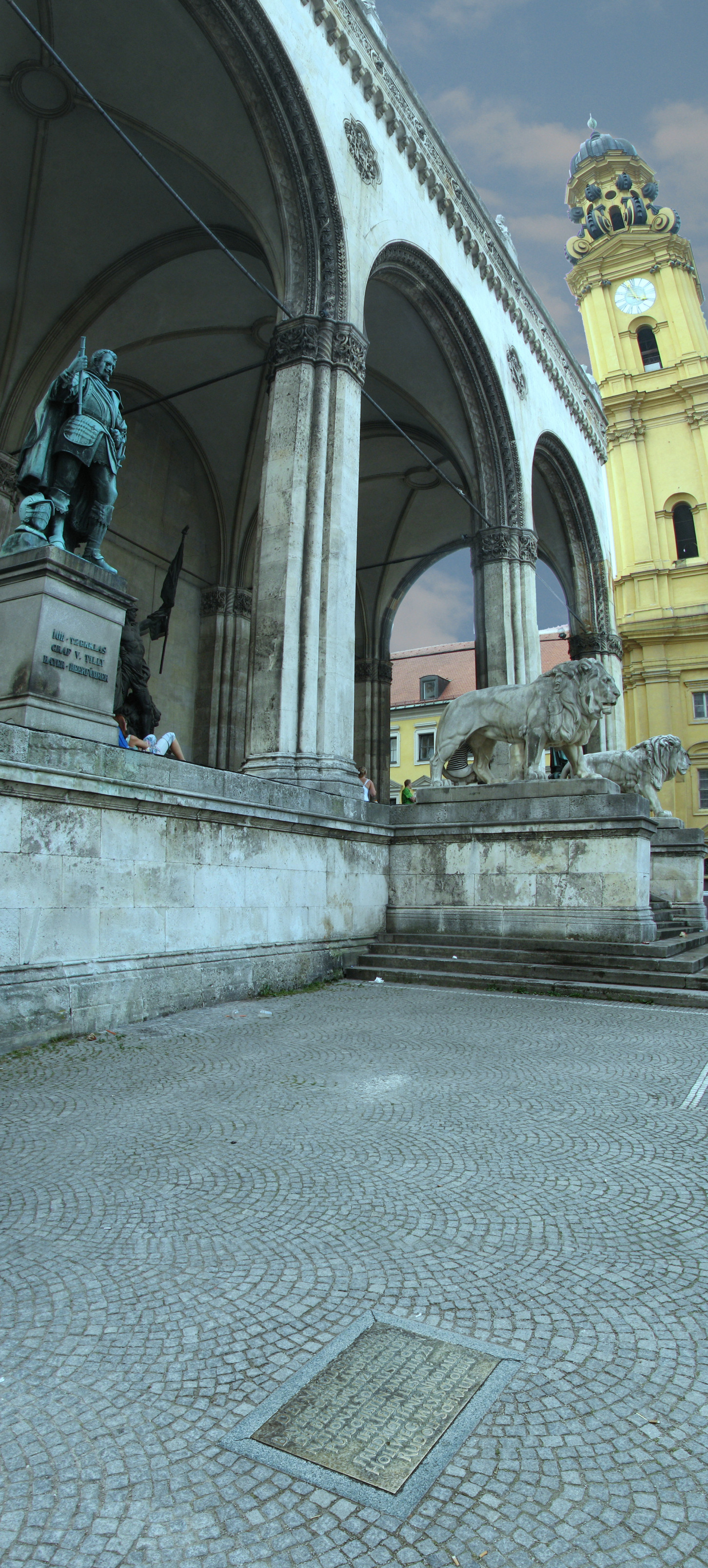
Plaque commémorative sur le sol (à g. devant la Feldherrnhalle) à la mémoire des policiers tombés lors de la tentative de putsch.

## Putsch de Hitler et Ludendorff en 1923
Le dimanche 9 novembre 1923 au matin, Adolf Hitler et un groupe de manifestants armés se rendirent à la Feldherrnhalle, où il y eut des heurts violents avec la police bavaroise. La tentative de putsch fut cependant rapidement  étouffée.
Après la prise du pouvoir par Hitler en 1933, la Feldherrnhalle devint un lieu de culte de la propagande nazie. Sur la façade Est fut apposée une plaque portant les noms des héros tombés en mars (Märzgefallenen), gardée par une garde d'honneur de SS. Quiconque passait devant devait faire le salut hitlérien. Cette plaque fut enlevée lors de l'arrivée des troupes américaines en 1945.
Parallèlement, des défilés du souvenir avaient régulièrement lieu. Lors de l'un d'eux, le 9 novembre 1938, le Suisse Maurice Bavaud tenta d'assassiner Hitler d'un coup de pistolet.
En raison du nom hautement symbolique de ce monument, des unités combattantes de la Wehrmacht furent baptisées d'après lui, telles les brigades blindées Panzerbrigade 106 Feldherrnhalle, Panzerbrigade 110 Feldherrnhalle et Panzergrenadier-Division Feldherrnhalle. En outre, le régiment de chars lourds (schwere Heeres-Panzer-Abteilung 503, s.H.Pz.Abt. 503) fut rebaptisée schwere Heeres-Panzer-Abteilung Feldherrnhalle lors de la réorganisation de 1944.

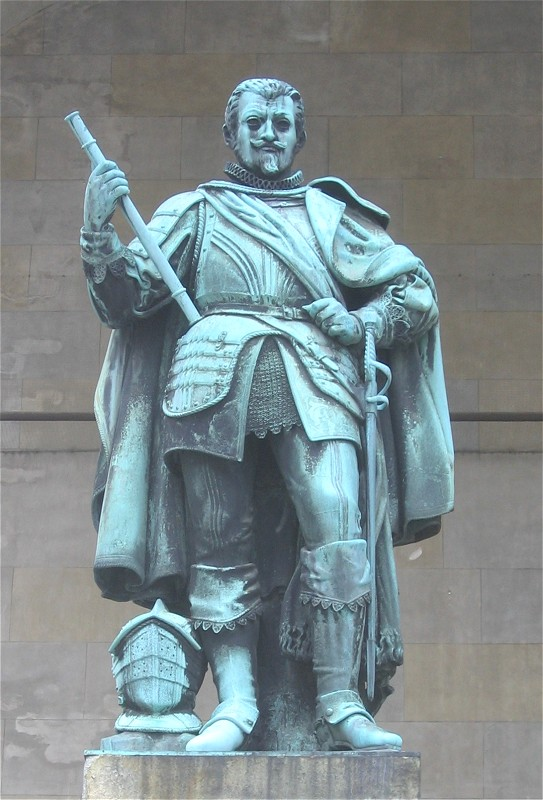
Le comte Tilly

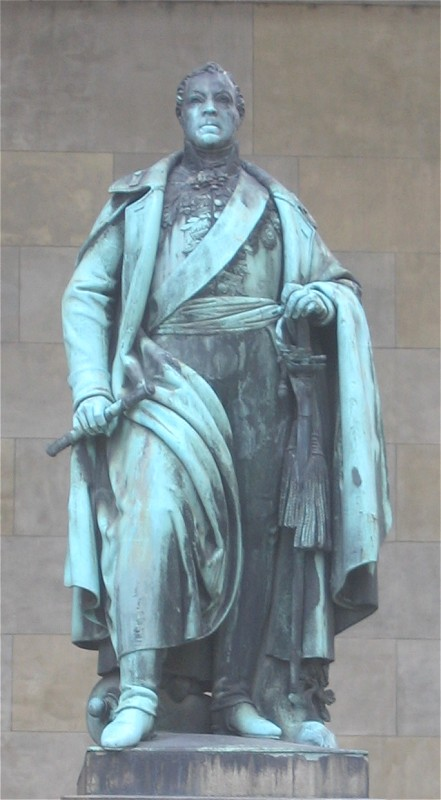
Le prince Wrede

## Monuments
- Statue du comte de Tilly réalisée par Ferdinand von Miller d'après un projet de Ludwig Schwanthaler)
- Statue du prince Wrede (Ferdinand von Miller d'après un projet de Ludwig Schwanthaler)
- Monument à la gloire de l'Armée de Bavière (Ferdinand von Miller, 1892)
- Lions en pierre bordant l'escalier (Wilhelm von Rümann, 1906).

## Anecdotes
- Les Munichois ironisent sur l'appellation « Hall bavarois des chefs de guerre » (Bayerische Feldherrnhalle) étant donné l'origine et les faibles qualités de stratège du comte de Tilly et du prince de Wrede : « L'un n'était pas bavarois et l'autre n'était pas un chef de guerre ».
- Pour éviter de devoir faire le salut hitlérien en passant devant la plaque commémorative pour les « héros de mars » du putsch de la Brasserie en 1923, les passants contournaient le monument par les rues Residenzstrasse, Viscardigasse (derrière la Feldherrnhalle) et Theatinerstrasse pour accéder à la place Odeon. Le surnom donné à ce passage Drückebergergasse ou Drückebergergasserl (passage des Drückeberger) est resté vivace jusqu'à aujourd'hui (en allemand, un Drückeberger est quelqu'un qui se défile, entre autres, pour ne pas travailler, c'est-à-dire un « tire-au-flanc »).
- L'un des lions a, paraît-il, été fabriqué en Bavière, l'autre en Prusse, l'un des deux a la gueule ouverte.